# Yangere
Yangere (även yàngéré-gbâyâ, yàngéré, yanghere) är en folkgrupp som idag huvudsakligen lever i norra Centralafrikanska republiken och södra Tchad. Det finns även grupper i Sudan och i Kamerun.
En grupp på cirka 14 000 separerade från banda 1840 och flyttade västerut in i bayas (även gbaya) territorium i sydvästra delen av dagens Centralafrikanska republiken och till östra Kamerun. Deras namn betyder helt enkelt "de som splittras".
Yangere omfamnade många aspekter av bayakulturen samtidigt som de delade mycket av sin bandakultur med baya. Baya hade exempelvis aldrig använt små kastknivar, men dessa blev från och med nu en del av deras materiella kultur. Yangere antog bayas ord för dessa små kastknivar, kpinga. Baya kallade sina egna, större skäror (sickle knives) za.
Långt efter att tiderna av stamkrigföring hade upphört och den traditionella järnbearbetningen upphörde 1920, höll och uppskattade många familjeöverhuvuden bland dessa stammar fortfarande kastknivar som dyrbara arvegods och betraktade dem med "en sorts religiös vördnad".